# موريس بيترز
موريس بيترز (بالهولندية: Maurice Peeters)‏ هو دراج هولندي، ولد في 5 مايو 1882 في أنتويرب في بلجيكا، وتوفي في 6 ديسمبر 1957 في لايدسخيندام في هولندا.

## وصلات خارجية
- موريس بيترز على موقع أرشيف الدراجات (الإنجليزية)
- موريس بيترز على موقع أوليمبيديا (الإنجليزية)